# Coupe de la Fédération (Tunisie)
La coupe de la Fédération est une compétition de football tunisienne mise en place en 2011 par la Fédération tunisienne de football.
Elle ne concerne que les clubs évoluant en Ligue I et Ligue II, soit 32 clubs.